# Theodor Körner (escriptor)
Carl Theodor Körner (Dresden, 22 de setembre del 1791 - Bosc de Rosenow prop de Lützow, 26 d'agost del 1813) fou un poeta i militar alemany.
Fill del també poeta i escriptor Christian Gottfried Körner i de Maria Wilhelmine Stock, estudià a Freiburg, Leipzig i Berlín. El 1810 publicà el seu primer volum de poesies, Knospen (Capolls), que fou favorablement rebut i li'n valgué el nomenament de dramaturg de la cort de Viena, però el 1813, portat del seu patriotisme, s'allistà en l'exèrcit. Fou llavors quan va escriure els seus cants guerrers Leier und Schwert, plens de passió i enginy, molts dels quals posà en música Weber. Un dels més cèlebres és el titulat Das Schwertlied, compost poques hores abans de morir en la batalla de Lützow, al bosc de Rosenow.
A més, se li deuen diversos llibrets d'òpera, drames i comèdies, com Die Braut (1812), Der grüne Domino (1812) i Zring. Es van fer nombroses edicions de les seves Obres completes, l'última el 1900. El 1871 se li erigí una estàtua a Dresden i el 1873 s'inaugurà el Museu del seu nom a la mateixa ciutat.
El poeta espanyol Teodoro Llorente traduí al castellà la seva Canción de la Espada i el català Ramon Picó la traduí en vers al català.

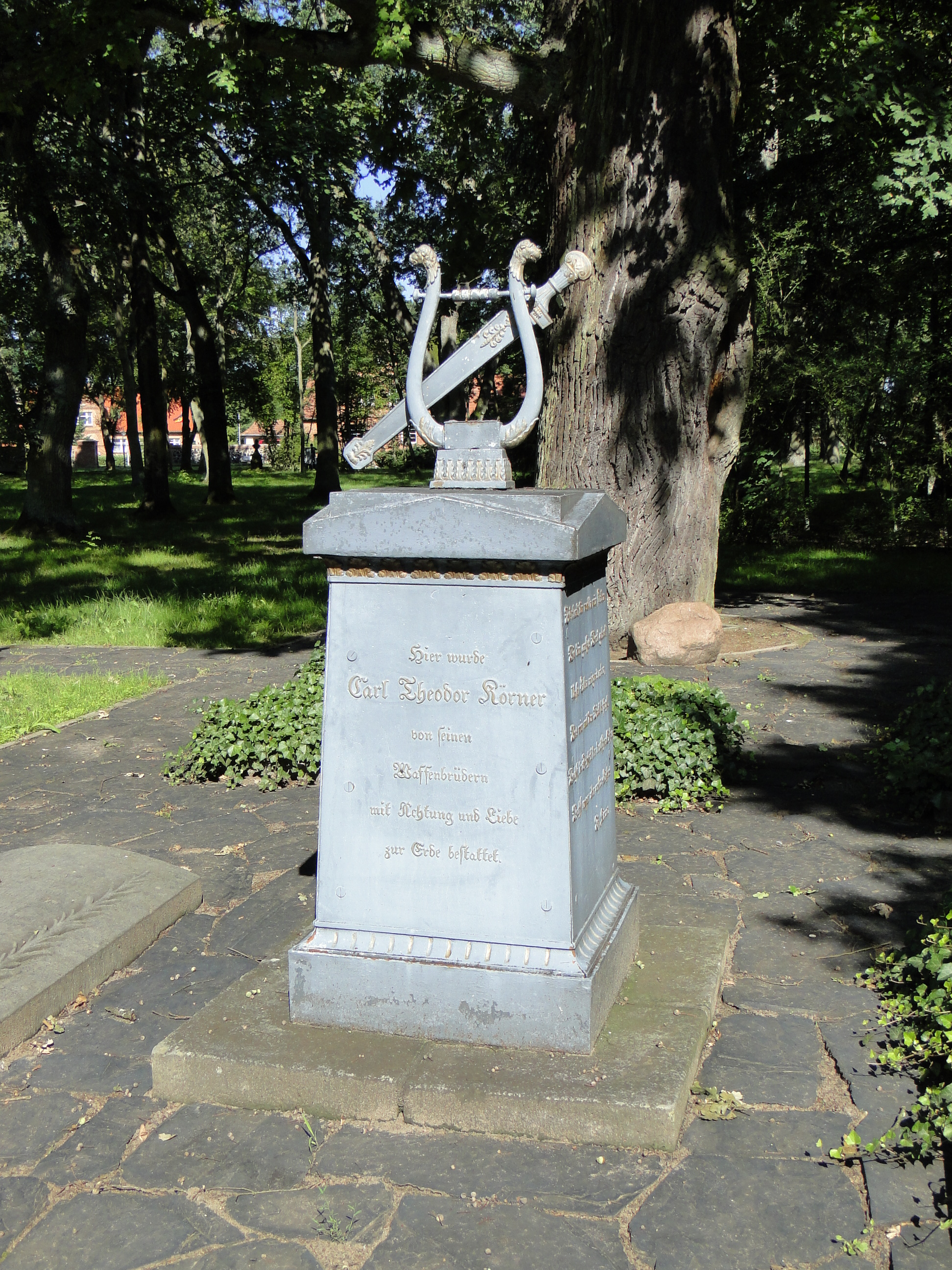
Tomba de Körner a Wöbbelin

La seva tomba dissenyada per l'arquitecte Gottlob Friedrich Thormeyer i erigida el 1814 a Wöbbelin aviat va esdevenir un lloc de romeria patriòtica-nacionalista. El nazis van voler recuperar el poeta per a fer la seva propaganda, i van planificar construir-hi un complex gigantesc per a reemplaçar el museu del segle xix, amb centre formació per a la Joventuts Hitlerianes. Només van construir el museu el 1938 que després de la segona guerra mundial va ser transformat en centre d'interpretació del poeta i monument admonitori del Camp de concentració de Wöbbelin. Al parc del museu unes cent seixanta víctimes del camp van rebre la seva tomba.